# Harpe, marimba et guitares latino-américaines
Harpe, marimba et guitares latino-américaines es un disco recopiltorio de Los Calchakis, editado en 1987 con el sello francés ARION.

## Lista de canciones
| Tema musical            | Recogido en el disco:                        |
| ----------------------- | -------------------------------------------- |
| Cambai                  | Pueblos del Sur 1983                         |
| El toro rabón           | La marimba sud-americaine 1969               |
| Carta a Buenos Aires    | Toute l'Argentine 1976                       |
| Bailecito triple        | Toute l'Argentine 1976                       |
| Isla Saca               | Flutes, harpes et guitares indiennes 1968    |
| Nieve, viento y sol     | La marimba sud-americaine 1969               |
| La escala               | Pueblos del Sur 1983                         |
| Campanas a Mauro Núñez  | Les flutes de l'Empire Inca 1975             |
| Angata                  | La flute indienne a travers les siècles 1973 |
| La rielera              | La marimba sud-americaine 1969               |
| Imágenes argentinas     | Toute l'Argentine                            |
| La cuerdita             | Toute l'Amerique indienne 1969               |
| Joropeando              | La marimba sud-americaine 1969               |
| Poncho verde            | Les Calchakis en scene 1972                  |
| Bailecito calchaki      | Les Calchakis en scene 1972                  |
| Concierto en la llanura | Flutes, harpes et guitares indiennes 1968    |
| La zandunga             | La marimba sud-americaine 1969               |
| Lunarcito               | Les Calchakis en scene 1972                  |
| Madrecita               | Flutes, harpes et guitares indiennes 1968    |
| Bachue                  | La marimba sud-americaine 1969               |